# Protonemacheilus
Genre
Espèce
Protonemacheilus est un genre de poissons téléostéens de la famille des Nemacheilidae et de l'ordre des Cypriniformes. Le genre Protonemacheilus est mono-typique, c'est-à-dire qu'il n'est composé que d'une seule espèce, Protonemacheilus longipectoralis ; elle est une espèce de « loche de flux de collines » qui est endémique à la Chine.

## Liste des espèces
Selon FishBase (22 juillet 2015):
- Protonemacheilus longipectoralis Yang & Chu, 1990